# غونغ سونغيون
غونغ سونغ يون (بالكورية: 공승연) (مواليد 27 فبراير 1993)؛ هي ممثلة كورية جنوبية.

## عنها
ولدت في سول عاصمة كوريا الجنوبية واسمها الحقيقي يو سونغ يون، والدها الطاهي الخاص للرئيس الكوري الجنوبي الأسبق كم داي جنغ. وهي الأخت الكبرى للمغنية جونغيون. كانت بدايتها في عام 2005، مغنية في فرقة أطفال، إلّا أنّها آثرت التوقّف عن الغناء، للتتجه في عام 2012 فنيًّا نحو التمثيل، سونغيون تخرّجت من جامعة سونغشين.
في عام 2018 شاركت في بطولة مسلسل هل أنت إنسان أيضًا؟ الذي عُرِف في البث العربي باسم صناعة إنسان، وقد نالت عن دورها هذا جائزة أفضل ثنائي برفقة سو كانغ جون في مهرجان  هيئة الإذاعة الوطنية الكورية الجنوبية، كما رُشّحت لجائزة أفضل ممثلة عن دورها بنفس المسلسل.

## الأعمال

### أفلام
| السنة | العنوان      | الدور     | م.    |
| ----- | ------------ | --------- | ----- |
| 2024  | رجلان وسيمان | كيم مي نا | [ 6 ] |

### مسلسلات
| السنة     | العنوان                                  | الدور                         | ملاحظة      | م.     |
| --------- | ---------------------------------------- | ----------------------------- | ----------- | ------ |
| 2012      | أنا أحب لي تاي ري                        | مي مي                         |             |        |
| 2014      | حبيتي اللطيفة                            | سيو يون جي                    |             |        |
| 2015      | سمعتها من خلال شائعة                     | سيو نو ري                     |             | [ 7 ]  |
| 2015      | ستة تنانين طائرة                         | مين دا كيونغ (الملكة ونغيونغ) |             | [ 8 ]  |
| 2016      | سيد الأنتقام                             | كيم دا هي                     |             | [ 9 ]  |
| 2016      | صوت قلبك                                 | ايريم                         | دور الكاميو | [ 10 ] |
| 2017      | الرئيس الإنطوائي                         | ايون يي سوو                   |             | [ 11 ] |
| 2017      | دائرة                                    | هان جونغ ايون                 |             | [ 12 ] |
| 2017      | اغنية حبي الوحيد                         | سونغ سو جونغ                  |             | [ 13 ] |
| 2017      | ميلوهوليك                                | نورس                          | دور الكاميو |        |
| 2017      | دراما خاصة – ذاكرة منتصف الصيف           |                               | دور الكاميو | [ 14 ] |
| 2018      | هل أنت إنسان أيضا؟                       | كانغ سو بونغ                  |             | [ 15 ] |
| 2019      | حزب الأزهر : وكالة الزواج كوريا الشمالية | جاي دونغ                      |             | [ 16 ] |
| 2021      | دراما خاصة – العاطفة بالوكالة            | شين سيو ريم                   | الموسم 2    | [ 17 ] |
| 2021–2022 | بولغاسال: أرواح خالدة                    | دان سول                       |             | [ 18 ] |
| 2022–2023 | المستجيبون الأوائل                       | سونغ سول                      |             | [ 19 ] |
| 2025      | كارما                                    | لي يو جونغ                    |             | [ 20 ] |

## روابط خارجية
- غونغ سونغ يون على موقع IMDb (الإنجليزية)
- غونغ سونغ يون على موقع روتن توميتوز (الإنجليزية)
- غونغ سونغ يون على موقع ألو سيني (الفرنسية)
- غونغ سونغ يون على موقع أول موفي (الإنجليزية)
- غونغ سونغ يون على موقع قاعدة بيانات الفيلم (الإنجليزية)
- غونغ سونغ يون على موقع ليتربوكسد (الإنجليزية)
- غونغ سونغ يون على موقع كينوبويسك (الروسية)
- غونغ سونغيون في هانسينما